# Jardín nacional de Atenas
El Jardín nacional de Atenas (en griego: Εθνικός Κήπος, antes conocidos como el Jardín Real hasta 1974; Βασιλικός Κήπος) es un parque público de 15,5 hectáreas (38 acres) en el centro de la ciudad de Atenas, la capital del país europeo de Grecia. Se encuentra justo detrás del edificio del Parlamento griego (El Palacio Viejo) y continúa hacia el sur a la zona donde se encuentra el Záppeion, frente al Panathenaiko o Estadio Olímpico Kalimarmaro de los Juegos Olímpicos de 1896. El jardín también encierra algunas ruinas antiguas, panderetas y capiteles corintios con columnas, mosaicos, y otros elementos. En el lado sudeste están los bustos de Ioannis Kapodistrias, el primer gobernador de Grecia y el de philhellene Jean-Gabriel Eynard. En el lado sur están los bustos de los poetas griegos como Dionysios Solomos, autor del Himno Nacional griego, y Aristotelis Valaoritis.
El Jardín Real fue encargado por la reina Amalia en 1838 y completado en 1840. Fue diseñado por el ingeniero agrónomo alemán Friedrich Schmidt que importó más de 500 especies de plantas y una gran variedad de animales, como pavos reales, patos y tortugas. Por desgracia para muchas de las plantas, el clima mediterráneo seco resultó demasiado duro y algunas no sobrevivieron. Otros botánicos que planificaron y gestionarn el jardín incluyen a Karl Nikolas Fraas, Theodor von Heldreich y Spyridon Miliarakis.

## Galería

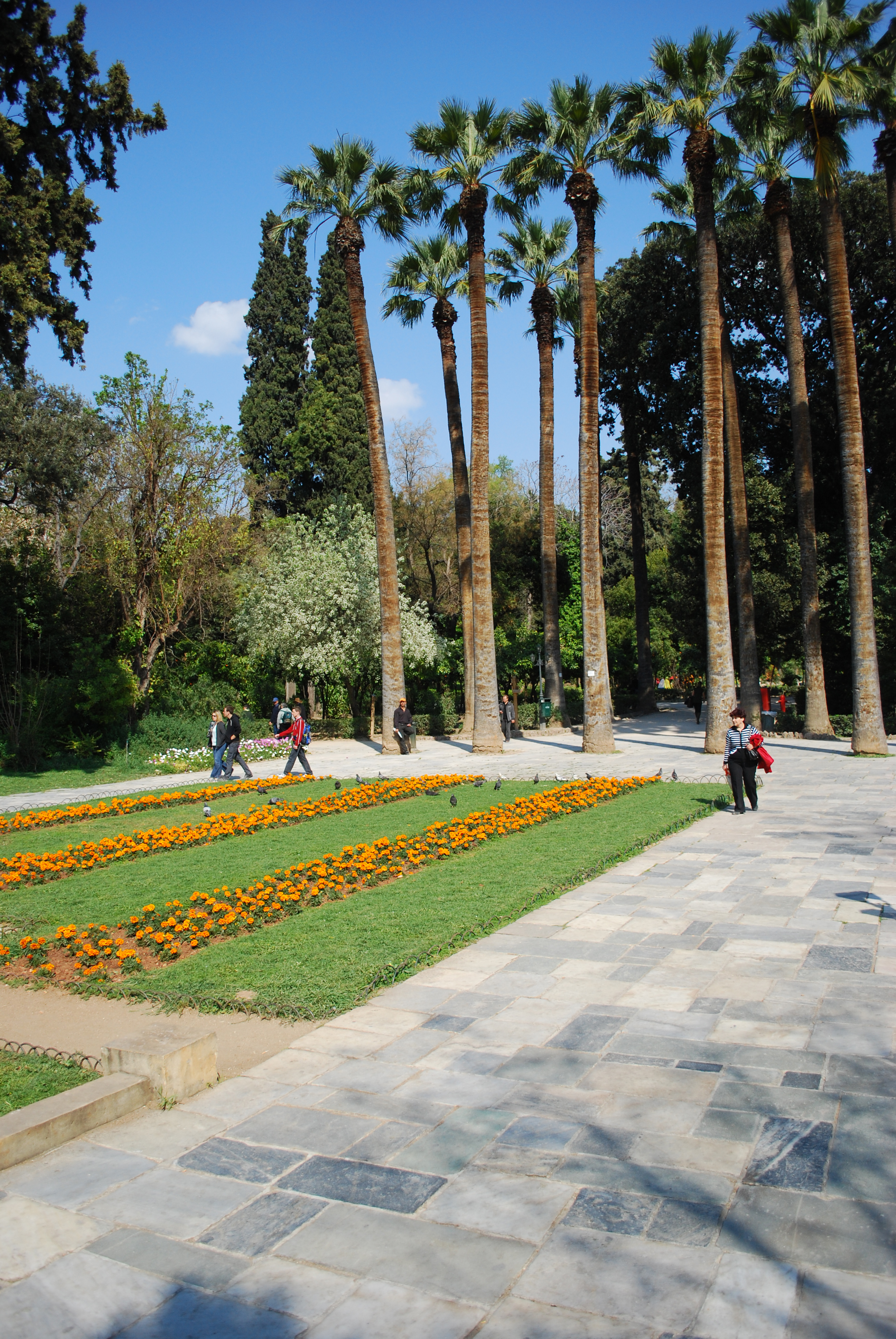
Vista de la entrada
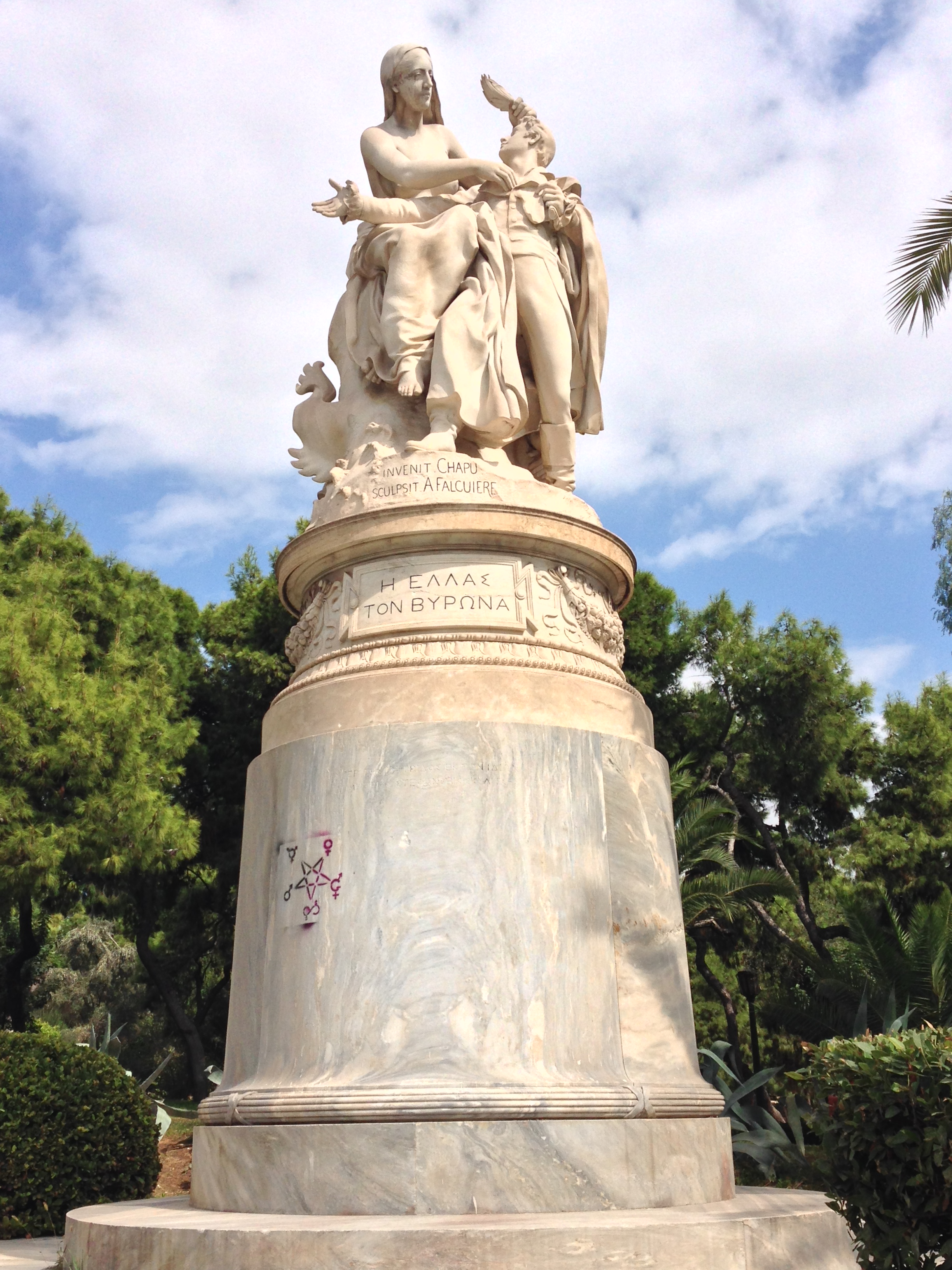
Monumento a Lord Byron
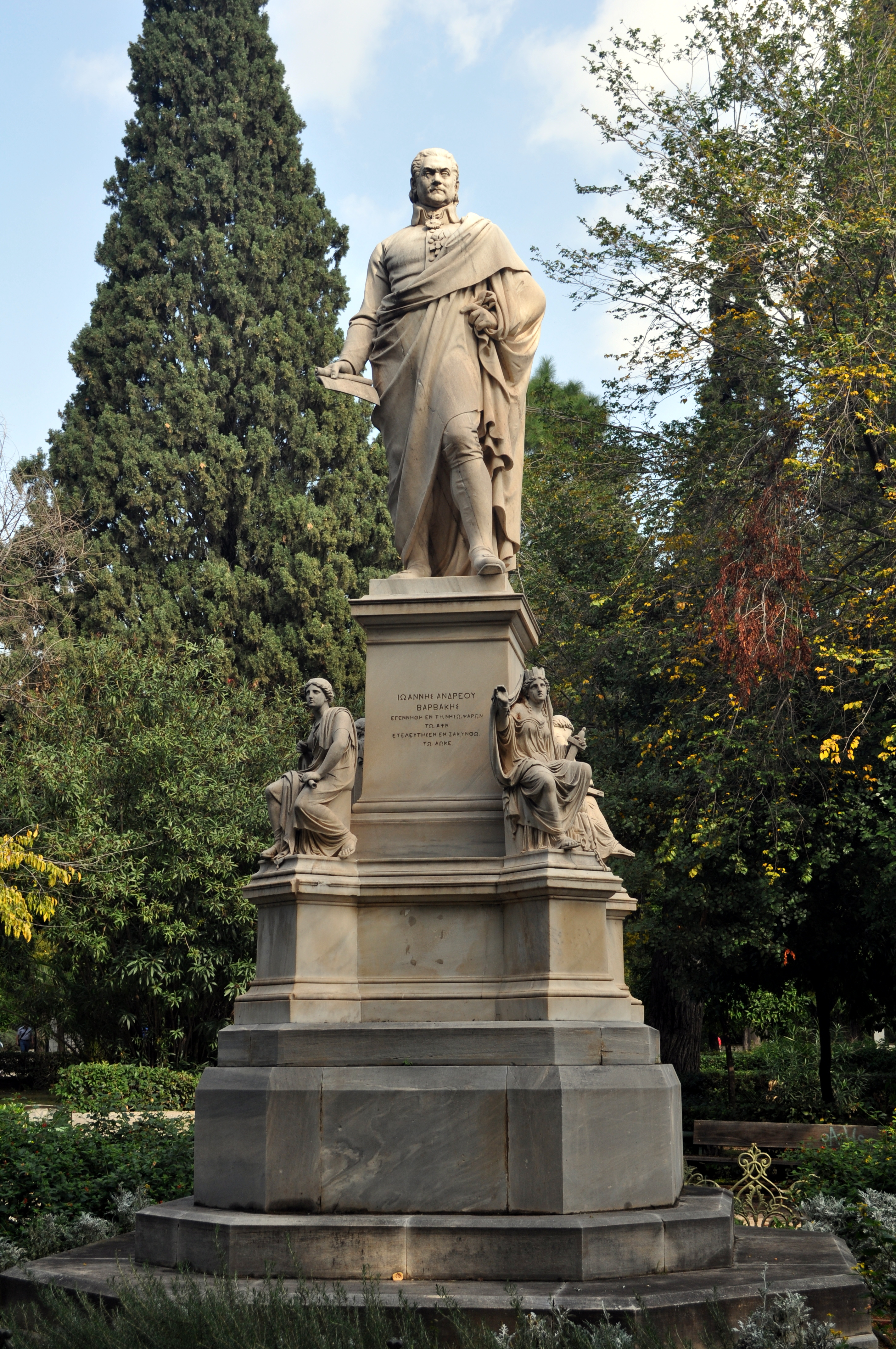
Estatua de Ioannis Varvakis
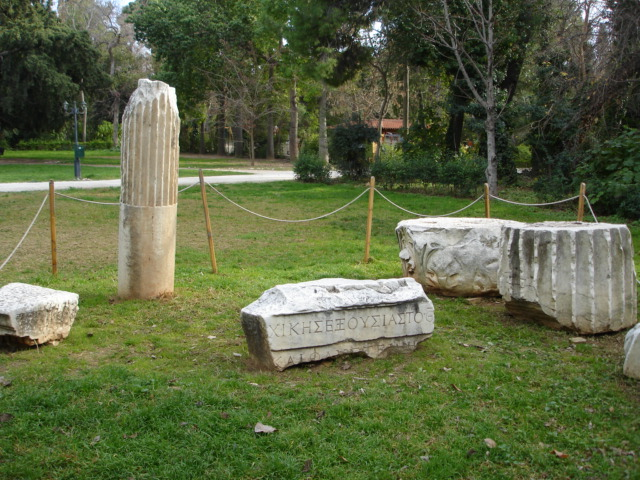
Antigüedades en el Jardín Nacional
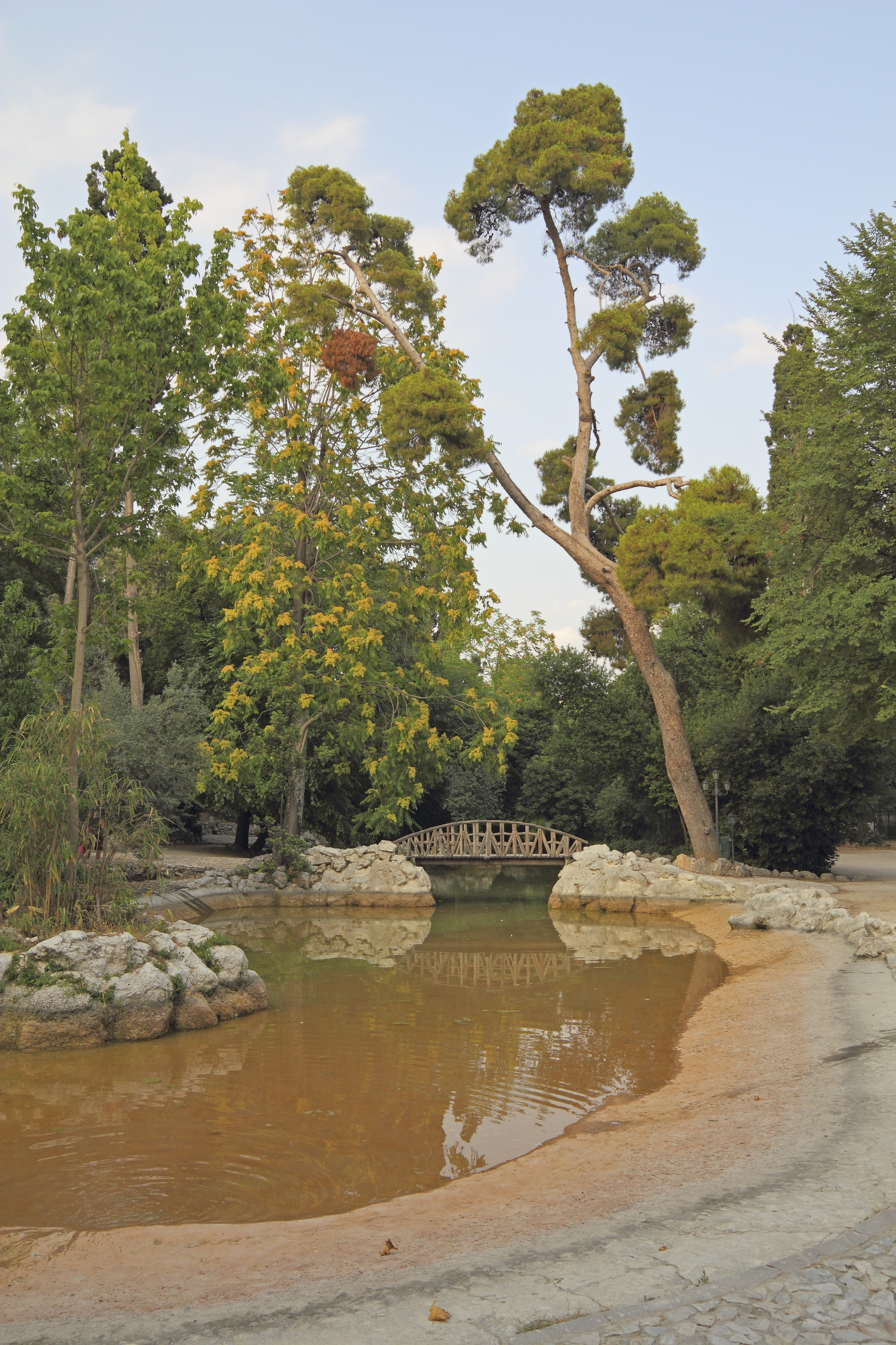
Estanques en el Jardín Nacional